# Bayraktar TB2
Bayraktar TB2 là một máy bay chiến đấu không người lái do Thổ Nhĩ Kỳ thiết kế và chế tạo có thể điều khiển từ xa hoặc bay tự động. Nó được sản xuất chủ yếu bởi công ty Baykar, Thổ Nhĩ Kỳ cho Không quân Thổ Nhĩ Kỳ (TAF). Máy bay được giám sát và điều khiển bởi một phi hành đoàn ở Trạm Điều khiển Mặt đất. Bayraktar nghĩa là "cờ hiệu" hoặc "người cầm cờ" trong tiếng Thổ. Việc phát triển UAV được cho rộng rãi rằng là do Seljuk Bayraktar, một cựu sinh viên trường MIT (Hoa Kỳ).
Trước đây máy bay dựa vào việc nhập khẩu và điều chỉnh các thành phần và các công nghệ như động cơ (sản xuất bởi công ty Rotax của Áo), giàn tên lửa (Anh) và các thiết bị quang điện tử (thiết bị FLIR nhập khẩu từ Wescam, Canada hoặc Hensoldt, Đức). Những động cơ xuất khẩu đã bị tạm dừng do những chú ý được thu hút bởi sự vận hành quân sự của họ. Vào tháng 10 năm 2020, công ty xuất khẩu WESCAM (công ty quang học, thiết bị báo Canada) cũng bị hạn chế bởi Bộ ngoại giao nước này. 

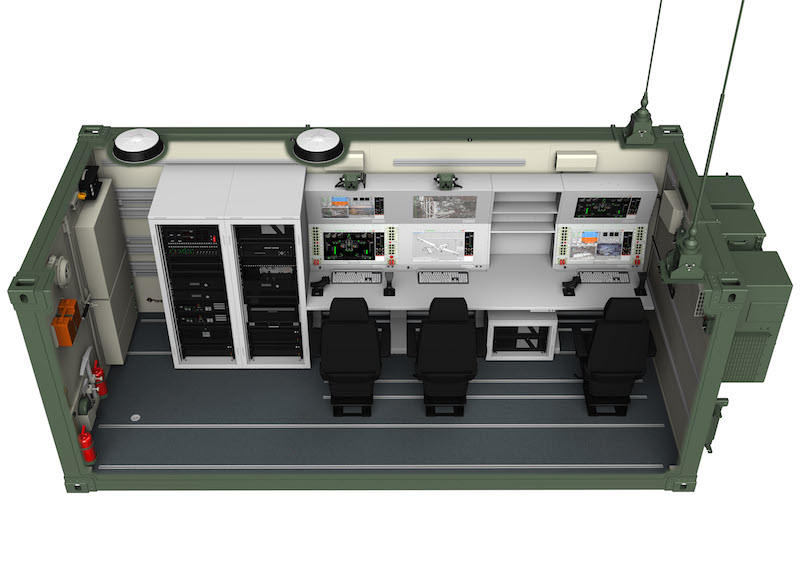
Hệ thống Trạm điều khiển mặt đất

## Phát triển

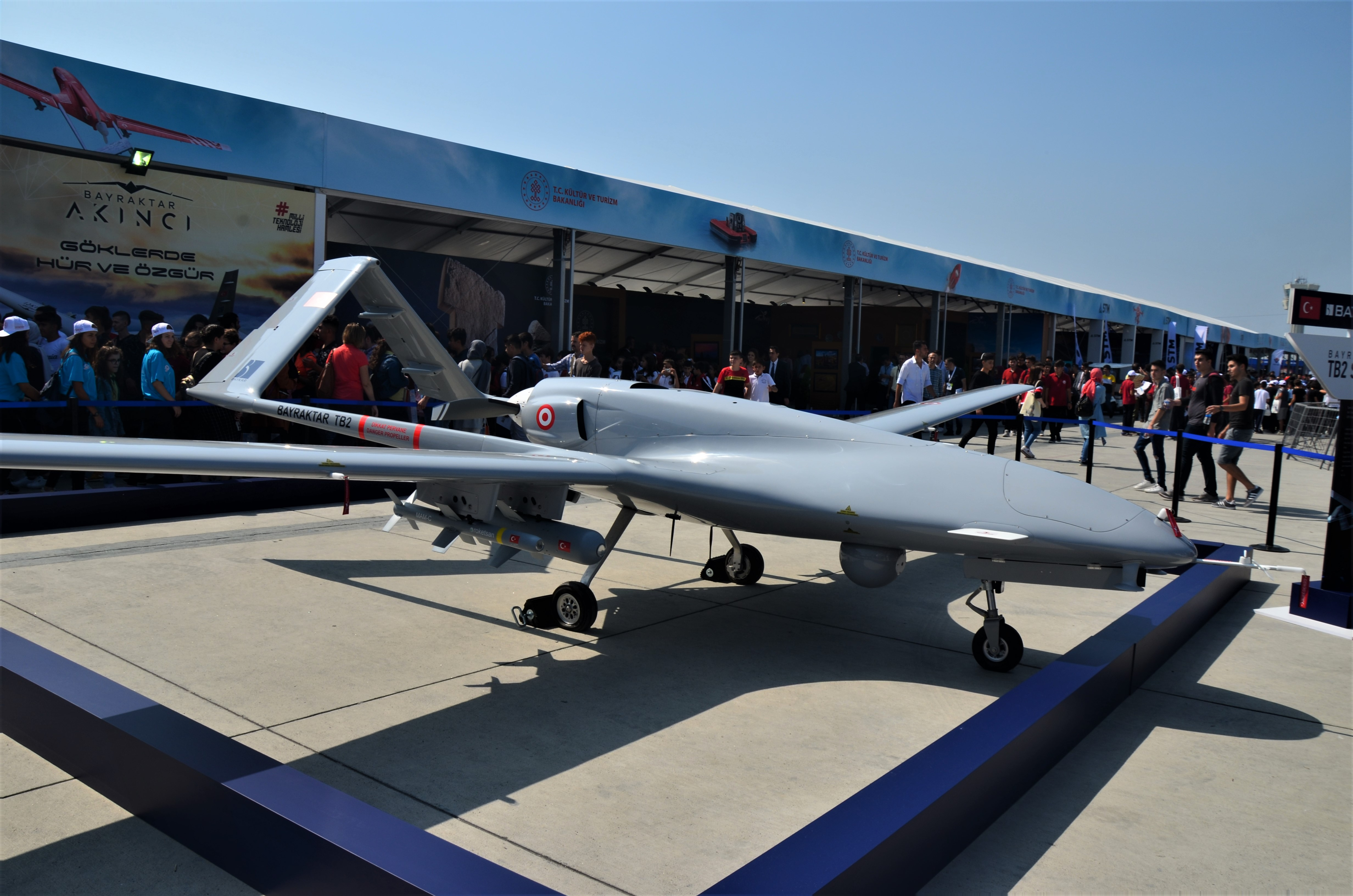
Bayraktar TB2 tại Teknofest 2019.

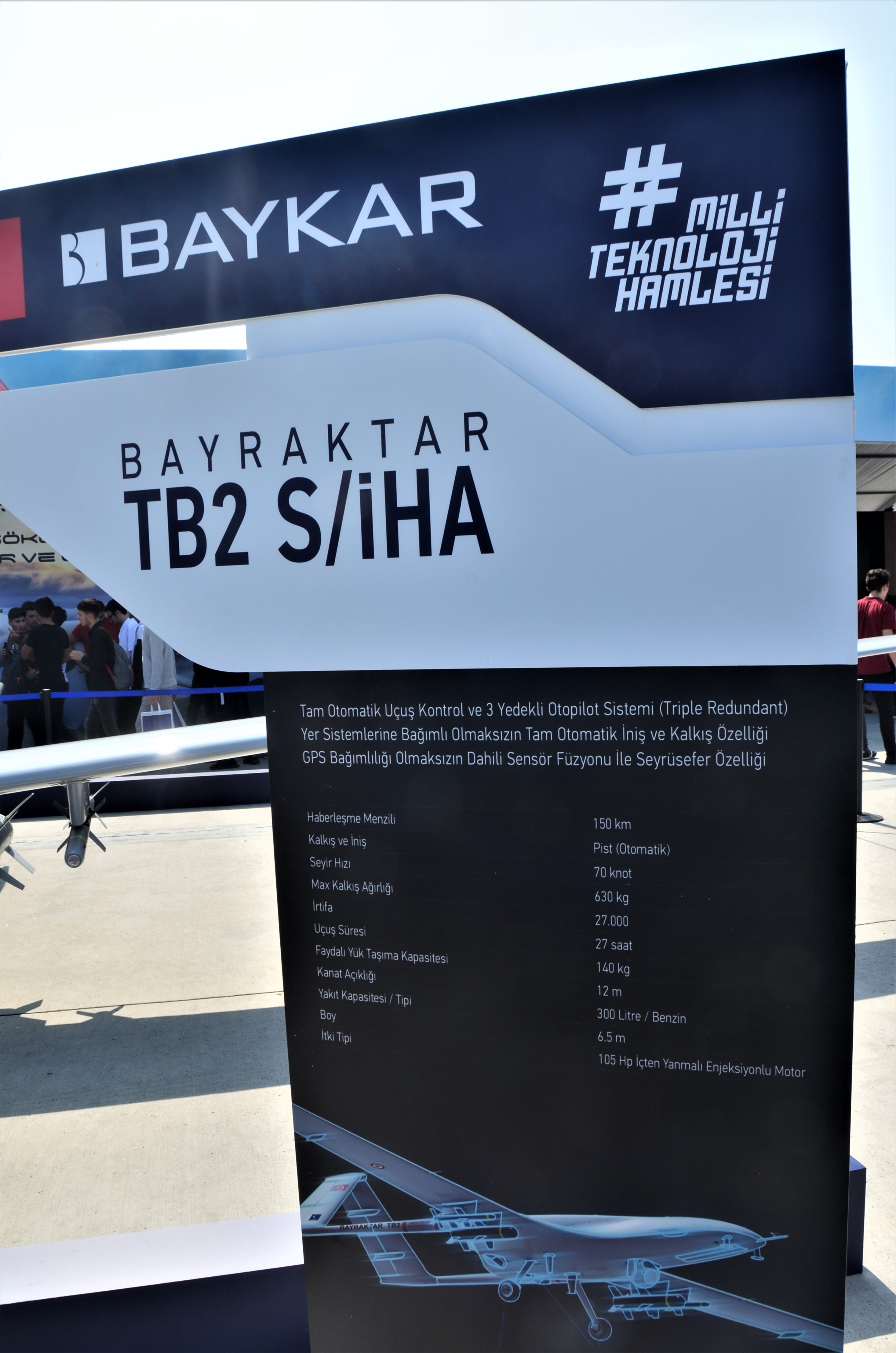
Tấm biển viết về thông tin kĩ thuật của Bayraktar TB bằng tiếng Thổ

Việc phát triển Bayraktar TB2 được thúc đẩy bởi một lệnh cấm từ Mĩ lên việc nhập khẩu UAV (phương tiện bay không người lái) tới Thổ Nhĩ Kỳ do liên quan tới việc họ sử dụng chống lại những nhóm PKK bên trong và ngoài nước Thổ.
Bayraktar TB2 đã bay lần đầu vào tháng 8 năm 2014. Vào 18 tháng 12 năm 2015, một video được công bố cho việc thử nghiệm tên lửa của Bayraktar TB2.
Baykar đã ký một thỏa thuận với Qatar vào tháng 3 năm 2018 để sản xuất sáu drone cho lực lượng Qatar,. Vào tháng 1 năm 2018, Baykar đã ký một hợp đồng với Ukraina cho việc bán 12 Bayraktar TB2 và 3 trạm điều khiển trị giá 69 triệu đô la cho quân đội Ukraina. Ukraina đã nhận lô đầu tiên UAV vào tháng 3 năm 2019.